# رنه واتسون (نویسنده)
رنه واتسون (انگلیسی: Renée Watson؛ زاده ۲۹ ژوئیه ۱۹۷۸) یک هنرمند آمریکایی و نویسنده کتاب‌های کودکان است که بیشتر به خاطر رمان تکه‌هایی که من شدند برنده جوایز و پرفروش‌ترین رمان جوانان نیویورک‌تایمز شناخته شده که برای آن جایزه جان نیوبری را دریافت کرد. واتسون گروه غیرانتفاعی من، همچنین، مجموعه هنر را برای ارائه برنامه‌های هنری خلاقانه به جامعه هارلم تأسیس کرد.

## اوایل زندگی
واتسون در پترسون، نیوجرسی به دنیا آمد و پس از طلاق والدینش در شمال شرقی پورتلند، اورگن بزرگ شد. خانواده مادرش اصالتاً اهل ویرجینیای غربی هستند. واتسون در مدرسه ابتدایی ورنون، مدرسه راهنمایی بینسمید و دبیرستان جفرسون در پورتلند، اورگن تحصیل کرد. او عضو کلیسای باپتیست مبلغان انطاکیه بود که در تعطیلات و مناسبت‌های خاص شعر می‌خواند. او از دوران جوانی عاشق شعر بود و آثار شاعرانی مانند مایا آنجلو و لنگستون هیوز را خواند. زمانی که واتسون برای اولین بار اشعاری از هیوز را در مدرسه ابتدایی خواند، ارتباط قوی با آنها احساس کرد و احساسی نسبت به خود، خانواده و همسایگانش که در آثارش منعکس شده بود. خانه در خیابان مانگو اثر ساندرا سیسنروس یکی از آثار شکل‌دهنده دوران کودکی او بود. او از کودکی می‌دانست که به نویسندگی علاقه‌مند است و معلمان و خانواده‌اش به دنبال این کار او را تشویق شدند. در دوران راهنمایی، او می‌خواست مدتی وکیل شود. این همچنین زمانی بود که او اولین نمایشنامه خود را نوشت، که مدرسه راهنمایی او به عنوان نمایش آن‌ها را تولید کرد. زمانی که در دبیرستان بود در یک مربیگری شرکت کرد و از آن زمان برای راهنمایی دیگران در دبیرستان سابق خود بازگشت. او همچنین به عنوان یک ارشد در آموزش شعر به افراد کلاس کمک می‌کرد. واتسون خود را به عنوان یک هنرمند معلم توصیف می‌کند، که قبل از تبدیل شدن به یک رمان‌نویس، بیست سال به تدریس شعر و تئاتر پرداخته است. او در سال ۲۰۰۵ به نیویورک نقل مکان و در مدرسه جدید تحصیل کرد تا در نوشتن، خلاق و هنر درمانی تحصیل کند. هنگامی که او در مدرسه بود، اولین کتاب خود را منتشر کرد. او امیدوار است در آینده علاوه بر کتاب‌های بزرگسالان و کودکان، کتاب‌های داستانی و شعر بزرگسالان را نیز منتشر کند.